# Marc Wilmots
Marc Robert Wilmots, belgijski nogometaš, trener in politik, * 22. februar 1969, Dongelberg, Belgija.
Wilmots velja za enega najboljših nogometašev v belgijski zgodovini (odigral je 70 tekem in dosegel 28 golov za belgijsko nogometno reprezentanco). Dve leti je bil senator v Senatu Belgije.